# El Clamor del Pueblo
El Clamor del Pueblo: diario republicano democrático va ser un periòdic reusenc de tendència republicana que va sortir des de l'1 de setembre al 8 de desembre de 1874.

## Història
Se'l considera successor de La Redención del Pueblo, ja que tenia la mateixa ideologia castelarista i defensava la República. Però en el primer número diuen que quan van tenir la idea de publicar aquest diari "creíamos poder compartir nuestra ingrata tarea con La Redención del Pueblo. Sin embargo anteayer nos sorprendió este diario con la notícia de su temporal y voluntaria suspensión". Aquest diari però, portava com a subtítol "republicano democrático", és a dir, renunciava a l'etiqueta "federal" que portava La Redención i optava per republicanisme unitari.
Amb un contracte realitzat pels administradors dels dos diaris El Clamor del Pueblo es fa càrrec dels subscriptors i anunciants, però diu: "fuera de estos compromisos […] no hay la menor relación de continuidad entre La Redención y El Clamor del Pueblo". Manifesten en diversos editorials que continuen defensant les idees de Castelar. Clamà a favor de la República i veia com evolucionava la situació d'interinitat del govern, dirigit per elements monàrquics. Es queixava de la dificultat de rebre les notícies de Madrid a causa de la carlinada, i sobretot per la indefinició del govern i la seva ambivalència, que afavoria els carlins i els alfonsins, arribant a considerar que la República, tot i el seu nom formal, ja no existia. Quan Sagasta va substituir Zavala al front del govern el 3 de setembre, es va veure possible una sortida monàrquica al règim de Serrano, que havia establert una mena de dictadura militar republicana des del cop d'estat del general Pavía el gener de 1874. El Clamor del Pueblo denunciava aquest procés i donava la batalla a favor de la conservació de la forma republicana de l'estat. Davant la convocatòria de Corts a finals de novembre de 1874 van intervindre per defensar que fossin Corts ordinàries i no constituents, ja que: "nada tienen que constituir, porque dos Asambleas soberanas han dicho la última palabra acerca de nuestras instituciones fundamentales, basadas en la República".
Tenia com a director a Bernardí Montiel i durant un temps Pere Pelfort, que després seria director de La Redención del Pueblo a la tercera època, el 1889 - 1890. Com a col·laboradors hi van participar pràcticament tots els periodistes de La Redención del Pueblo. Per aquest fet s'acostuma a considerar a aquest periòdic successor de La Redención.
Va desaparèixer el 8 de desembre de 1874, comunicant als seus lectors la suspensió forçosa de la publicació per no haver fet efectives dues multes "por valor de 125 duros que en menos de ocho días se nos ha impuesto por el señor Gobernador". Cal recordar que l'1 de desembre Alfons de Borbó havia firmat el Manifest de Sandhurst que el portaria a recuperar el poder abans d'acabar l'any.
El 15 de desembre de 1874 va ser substituït per Les Circumstàncies, dirigida per Josep Güell i Mercader, que també col·laborà a El Clamor.

## Aspectes tècnics
Sortia en format gran foli amb quatre pàgines a quatre columnes. L'imprimí la Imprenta Reusense d'Esteve Pàmies.
Oferia informació local i general, i sobretot articles d'opinió política. Tot i el poc temps de publicació, tingué enfrontaments amb els periòdics monàrquics. El seu punt de venda habitual va ser el quiosc de Pau Bolart a la plaça del Mercadal.

## Localització
- Col·lecció a la Biblioteca Central Xavier Amorós. Reus[5]